# 長野県道145号相浜本町線
長野県道145号相浜本町線（ながのけんどう145ごう あいはまほんちょうせん）は、長野県佐久市を通る一般県道。起点から佐久市前山までは、丘の上を走っているので佐久平を一望することができる。また、国道254号の旧道でもある。

## 概要

### 路線データ
- 起点：佐久市大字根岸字相浜（相浜交差点、国道142号・国道254号交点）
- 終点：佐久市大字野沢字本町（野沢本町交差点、国道254号・国道141号旧道・国道142号旧道・長野県道144号本町中込停車場線交点）

## 交差する道路
- 国道142号・国道254号（相浜交差点、起点）
- 国道141号（野沢西交差点）
- 国道254号・国道141号旧道・国道142号旧道・長野県道144号本町中込停車場線（野沢本町交差点、終点）